# 댄포스역
댄포스역(Danforth Station) 은 캐나다 온타리오주 토론토에 있는 GO 트랜싯의 레이크쇼어 이스트선과 통근열차 정차역이다. 이 역은 토론토 동쪽의 메인 스트리트와 댄포스 애비뉴 남쪽에 위치해 있으며 토론토 교통국의 2호선 블루어-댄포스 역인 메인 스트리트역이 직접 연결되어 있진 않지만 북쪽에 위치해있다.

## 위치
댄포스역은 메트로링스가 소유하는 킹스턴선 333.8 마일 (537.2 km) 지점에 위치해있으며, 서쪽으로는 유니언역, 동쪽으로는 스카버러역이 위치해있다. 미들랜드 애비뉴와 세인트클레어 애비뉴 사이에 있는 스카버러 분기점에서 킹스턴선이 억스브릿지선과 합류한다. 억스브릿지선을 따라 스토우빌선 열차가 운행한다. 스토우빌선 열차는 스카버러역과 더불어 댄포스역에도 정차했지만 스토우빌선이 혼잡해졌던 관계로 지금은 무정차 통과한다. 댄포스역에서는 캐나다 내셔널 철도가 맥밀런 차량기지를 개장하기 전에 차량기지로 쓰였던 미들랜드 차량기지의 흔적이 보인다.
댄포스역에서 서쪽으로 레이크쇼어 열차는 레슬리빌과 같이 토론토 동부에 있는 젠트리피케이션이 한창인 동네를 지나간다. 1990년대 후반까지만 해도 헬퍼 포켓 (Helper Pockets)은 선로를 따라 언덕을 오르는 열차를 돕기 위해 여분의 기관차를 주박하는 데 사용된 짧은 주박선이었다. 킹스턴선은 댄포스역 서쪽으로 건물과 주차장 뒤쪽이 전형적인 선로변 풍경을 차지하며, 토론토 교통국의 그린우드 차량기지도 지난다. 이 노선은 제라드 스트리트와 퀸 스트리트를 가로질러 남서쪽으로 점차 방향을 틀다가 다시 서쪽으로 방향을 틀어서 돈 밸리 파크웨이와 돈강을 지난다.
돈강에서 킹스턴선은 리치먼드힐선 열차가 다니는 밸라선과 합류한다. 체리 스트리트 전차를 비롯해 재개발 중인 돈랜드가 이곳에서 선명하게 보인다. 남쪽에는 가디너 고속도로 옆에 체리 스트리트 주박선이 있으며, 토론토 동부와 북부에서 유니언역으로 운행하는 출퇴근 시간대 통근열차가 여기에 주박한다. 열차는 유니언역 승강장으로 이어지는 스위치를 건널 때와 승강장 하차를 앞두고 종종 속도를 늦춘다. 레이크쇼어 이스트선은 유니언역에 정차한 뒤 레이크쇼어 웨스트선으로 행선지를 바꿔 계속 운행한다.

## 역사
그랜드 트렁크 철도는 1856년에 오늘날의 이스트댄포스에 도착했다. 콜먼스코너 (Coleman's Corner)라고 불렸던 이 지역은 수십 년 동안 기차역이 지어지지 않은 채 방치되었다. 그 당시에는 우체국, 잡화점, 여관 외에는 아무것도 없었고 기차역을 짓기엔 규모가 너무 작았다. 지역 인구가 증가하면서 지역 사회는 1834년에 이전 토론토 이름을 따서 '리틀요크' (Little York)로 개명하였다.
그랜드 트렁크 철도에서 리틀요크의 중요성은 1880년대에 급격히 증가했다. 1883년 그랜드 트렁크는 이 지역에 철도역을 개통했고, 개통 초기에는 그냥 요크 (York)역으로 불리었다. 그랜드 트렁크가 지난 20년 동안 토론토와 몬트리올 사이에 건설한 다른 역들에 비해 디자인은 상대적으로 독특했지만, 건축 장식은 거의 없었다. 건물은 단층의 직사각형 목조 건물로, 양쪽 끝에 벽돌 굴뚝이 있는 지붕이 있다. 토론토 시내에 있는 그랜드 트렁크 차량기지의 수용량이 한계에 다다르면서 새로운 420량 규모의 차량기지가 1884년 요크역 남쪽에 건설되었다. 여기에는 31대 규모의 원형 차량기지 건물이 포함되어 있었다. 이 시설은 또한 리틀요크와 포트유니언 사이 90m의 고도 차이를 극복하기 위해 쓰였던 보조 기관차를 저장하고 유지보수하는 데 쓰이기도 하였다.
리틀요크는 1908년에 토론토시로 합병되었고, 당시 인구는 5천 명이었다. 1922년에 댄포스역으로 이름이 바뀌었고, 역의 간판도 따라서 바뀌었다. 이와 동시에 그랜드 트렁크는 재정난에 시달렸고, 1923년에 국유화되어 새로 형성된 캐나다 내셔널 철도에 합병되었다. 토론토 지역의 기관차 시설 통합으로 1930년대에 댄포스 원형 기관차 시설은 폐쇄되었다. 이 건물은 10년 동안 방치되었고 이후 철거될 때까지 판자에 덮여 있었다. 차량기지는 수십 년 동안 더 남아있었지만 1950년대에는 화물 운송량이 줄었고 1965년에는 CN의 맥밀런 차량기지가 개장한 뒤에는 훨씬 줄어들었다. 20세기 후반부터 승객 수가 현저히 감소하면서 온타리오주 정부는 1967년 피커링과 오크빌 사이에서 CN이 이전에 운행했던 여객열차를 대신하기 위해 GO 트랜싯 통근열차를 운행하기 시작했다. GO 트랜싯은 기존 역사에 정차했으나 1974년 새로운 역 건설을 위해 철거되었다.
2015년 12월에 메인 / 댄포스는 앞으로 두 개 이상의 도시 철도 환승역으로 자리잡을 예정에 따라 메트로링스가 지정한 교통 이동성 허브로 지정이 되었다.

## 시설
댄포스역은 직원이 상주하는 유인역으로, GO 트랜싯 매표소는 평일 오전 6시부터 오후 8시 45분까지, 주말과 공휴일에는 오전 6시 30분부터 오후 8시 45분까지 개장하며, 나머지 시간대에는 무인으로 운영한다. 매표소에서는 프레스토 카드를 연령층에 맞춰서 설정하거나 기본 출발 및 도착역을 설정하여 하차태그를 하지 않아도 자동으로 정산할 수 있도록 할 수 있다. 이 외에도 통근열차 티켓 구매나 카드 충전은 역에 있는 자동판매기에서 할 수 있다. 프레스토 카드가 없는 경우에는 신용카드나 체크카드를 단말기에 태그해 요금을 정산할 수도 있고, 스마트폰에서 GO 트랜싯 홈페이지에 들어가 이티켓 (e-ticket)을 구매할 수도 있다.
댄포스역에는 대합실, 화장실, 와이파이, 공중전화가 있으며, 승강장에는 눈과 비를 피할 수 있는 쉼터가 있으며 겨울에는 난방도 된다. 역 건물과 승강장, 열차 내부는 휠체어 승객도 이용할 수 있으며, 역 건물과 지하도, 승강장을 잇는 엘리베이터와 승강장 중앙에 있는 휠체어 경사로를 통해 휠체어 승객도 열차를 이용할 수 있다. 이 역에는 환승 주차장이 존재하지 않으며, 이 역을 이용하는 승객들은 지하철이나 노면전차, 버스 등 대중교통을 이용하는 것이 용이하다.
이 역에는 또한 자전거 거치대가 있으며, 지하철, 노면전차, 버스 등 토론토 교통국의 대중교통은 역 북쪽에 있는 메인 스트리트역에서 이용할 수 있다.

## 운행 계통
댄포스역은 매일 상시 30분 간격으로 유니언역과 오샤와역을 오가는 레이크쇼어 이스트선 열차가 정차하며, 유니언역에서는 레이크쇼어 웨스트선 올더숏역이나 웨스트하버역 방면 열차로 행선지를 바꾸어 계속 운행한다.

## 대중교통 연결편
이곳에서 지하철, 노면전차 및 버스로 갈아타려면 역 북쪽으로 300미터가량 떨어져 있는 TTC의 메인 스트리트역을 이용해야 한다.

## 인접한 역
| 메트로링스 킹스턴선 | 메트로링스 킹스턴선           | 메트로링스 킹스턴선  |
| ------------------- | ----------------------------- | -------------------- |
| 유니언 방면         | GO 트랜싯 레이크쇼어 이스트선 | 스카버러 오샤와 방면 |